# The Intrigue
The Intrigue is een Amerikaanse dramafilm uit 1916 onder regie van Frank Lloyd.

## Verhaal
De Amerikaanse wetenschapper Guy Longstreet heeft een elektrisch röntgengeweer uitgevonden. Wanneer de Verenigde Staten weigeren om zijn wapen te kopen, wendt hij zich tot de oorlogvoerende landen van Europa. Baron Rogniat toont interesse in de uitvinding, maar de president van een naburig land zendt gravin Sonia Varnli eropuit om de verkoop te stoppen. De gravin stuurt haar dienstmeid naar de geleerde, terwijl ze zelf gaat werken voor de baron. Aldus komt ze te weten dat de baron de wetenschapper wil vermoorden, nadat de verkoop is afgerond. De gravin vertelt hem wat ze weet en samen kunnen ze het plan van de baron dwarsbomen. Wanneer de uitvinder een aanzoek doet aan de gravin, vraagt ze hem om zijn diabolische vinding te vernietigen uit liefde voor haar.

## Rolverdeling
| Acteur           | Personage                |
| ---------------- | ------------------------ |
| Lenore Ulric     | Gravin Sonia Varnli      |
| Cecil Van Auker  | Guy Longstreet           |
| Howard Davies    | Baron Rogniat            |
| Florence Vidor   | Dienstmeid van de gravin |
| Paul Weigel      | Attaché van de baron     |
| Herbert Standing | De keizer                |